# 関則可
関 則可(せき のりよし)は、将棋観戦記者、将棋ライター。将棋のアマ強豪としても知られる。
朝日新聞観戦記者時代は「酔象」名義で紙上に観戦記を載せていた。
また、アマ名人となり、「81番勝負」(後述)では真剣師としてもその名を馳せた。1977年8月、同じく朝日新聞記者だった柿沼昭治らと共に日本アマチュア将棋連盟を設立、自ら理事長となった。現在は日本アマチュア将棋連盟からは完全に退いたものの詰将棋作家として名を馳せている。

## 来歴
1961年 第15回全日本アマチュア将棋名人戦準優勝(東地区名人)。この時、決勝で関を破った若松政和は規定により史上初のアマ六段となり後にプロ棋士となった。
1962年 第16回全日本アマチュア将棋名人戦で前年に続き2年連続で決勝に進出するが、花園稔に敗れまたも準優勝に終わる(東地区名人)。
1967年 第21回全日本アマチュア将棋名人戦で3度目の準優勝(東地区名人)。この時は沖元二に敗れた。
1968年 第22回全日本アマチュア将棋名人戦で赤木文造を破り初優勝。アマ名人となり規定により六段に昇段。
1977年 柿沼昭治、今福栄、岸本王晴らと共に日本アマチュア将棋連盟を設立、当時自らが運営していた立川将棋センターに事務局を置き同連盟の専務理事となった。以後長らく、同連盟が発行していた機関誌「将棋ジャーナル」発行人を務めた。
日本アマチュア将棋連盟は2020年現在も全国大会を始めとして多くの大会を開催しているが、それらで関の名前を見かける事は少なくなった上、立川将棋センターでレーティング大会を開くなどもなく、積極的に活動に協力する事はなくなった。
かつて自らが設立し理事を務めた日本アマチュア将棋連盟であるが、現在はその運営からは退き、事務局が四日市に移転して以降は、少々距離を置いている様である。
創設当初より日本アマチュア将棋連盟の将来の法人化を見据えていた様で、同連盟が2019年11月12日付で法人化した事を後日、かつての仲間からの報告で知った際には、理事長当時からの長年の夢であったと大変喜んでいた様である。

## エピソード
- 六段だった当時、全国各地を行脚し地方の強豪と対局した。81局で74勝7敗だった。後に「関則可81番勝負」として近代将棋誌にも取り上げられるなど話題を呼んだ。
- 全日本アマ名人戦の全国大会に東京代表として出場した際、同大会にて愛知代表だった小池重明と対局し勝利している。当時、名古屋では敵なしと言われた小池だったが、この対局での敗戦を機に更なる強豪を求め上京したと言われる。上京してすぐの一時期、東京に伝手のない小池を世話し将棋道場の手合係の仕事も紹介したが、後に小池は多額の借金を抱え、その返済の為に道場の金を何度か持ち逃げしそのまま名古屋へと帰ってしまった事で結果的に関を裏切る形となった。
- 嘗て東京都立川市にて立川将棋センターという将棋サロンを運営し、自ら席主を務める傍らで、当時設立したばかりで自身も参画していた日本アマチュア将棋連盟の本部を置いた。それもあってか黎明期の全国アマチュア将棋レーティング選手権や朝日アマ名人戦の会場にも度々なっており、当時のアマチュア将棋界でここを知らぬ者はほぼいないと言われる程のアマチュア将棋の聖地ともいうべき場所であり、当時現役だったプロ棋士の中にもこの道場に出入りしていたものが少なからずいた。関は当時、自ら立ち上げたとする日本アマチュア将棋連盟の理事を務めており、プロ棋士も出入りしていた道場であった事や、過去にアマ名人を獲得していた実績もありプロアマを問わずその名をよく知られていた。立川将棋センターはその後「立川王将会館」、更に関が席主を勇退した後は「立川将棋サロン 龍」と度々名を変えながら2012年頃迄存続するも閉鎖、2014年には王将会館があった建物自体も取り壊され、現在はマンションに建て替えられた。当時王将会館があった場所にはマンションのテナントとして美容院が入居している。晩年は「立川将棋サロン 龍　顧問　関 則可(元アマ名人)」と看板が掲げられ、入口には王将駒のイラストが描かれたステッカーが貼られていた。
- 後にプロ棋士となる伊藤能は奨励会受験時に米長邦雄を師匠としたが、それは関に紹介された事による。伊藤は少年時代に立川将棋センターに通っており、その関係で関とは面識があった。ある日、関から「プロになる気があるなら師匠を紹介するけど、棋士は誰が好きか」と聞かれ「うーん、米長かなあ」と半ば適当に答えた所、実際に米長を紹介された。帰宅後、伊藤は父親に事の顛末を話した所、父親は驚き、本当に大丈夫なのか関に何度も確認したと後に近代将棋誌上にて明かしている。かくして1975年の春に米長と初対面を果たした伊藤は、米長の弟分で当時新四段になったばかりだった桐谷広人からその素質を見込まれ、米長を師匠として同年秋に13歳で奨励会を受験し6級で入会、1992年に30歳でプロ入りし2016年に現役のまま54歳で逝去した。今日に於いて奨励会は27歳という年齢制限があるが、伊藤の頃はまだそれが31歳だった。
- 1986年には将棋ジャーナルの当時の企画で羽生善治と対局し敗れている。当時の羽生は前年12月に中学3年で奨励会を抜け、加藤一二三、谷川浩司に続く史上3人目の中学生プロ棋士としてスタートを切ったばかりの四段であり、プロ棋士としての公式対局もまだ数局しかなかった。あくまでも雑誌の企画であり公式戦ではなかったが、非公式戦にしては珍しく今でも棋譜が残っており、1986年9月14日、東京の将棋会館での対局で手合割は平手、戦形は角換わりだった様で、92手迄で後手番の羽生が勝利している。またこの年、羽生はプロデビュー初年度ながら公式戦で勝率7割を記録し最高勝率賞と新人賞を獲得、弱冠16歳にして早くも大器の片鱗を覗かせている。2005年にはこちらも非公式ながら、東京都新宿区の高級料亭にて、女流棋士(当時日本将棋連盟所属、現在はLPSAに移籍)の船戸陽子と平手での対局を行ったらしくこちらも当時の棋譜が残る。それに依ると持時間30分で、先手番の関が113手迄で勝利した様である。
- 1970年代、関は当時、ゴーストライターとして数々の棋書を執筆していたのではないかと言われていた。またこの頃、近代将棋誌上の企画で「アマ強豪百傑」という読者投票が毎月あったが、関は毎回のように1位だった。
- 関が詰将棋を作り始めたのは60歳を過ぎてからであり、所謂ボケ防止の為だったとの事。きっかけは近代将棋でのイベント対局で、とある小学生と対局した時に王手飛車を掛けられてしまった事にショックを受けたからだった。
- 80歳を過ぎて以降は、立川市内の老人ホームにて車椅子での生活を送っているが、詰将棋は作り続けているという。

## 著書

### 単著
- 『将棋=実力テスト クイズ式』(日本文芸社・1968)
- 『クイズ式将棋=実力テスト』(日本文芸社・1977)
- 『将棋-実テスト』(日本文芸社・1981)
- 『アマ名人の詰将棋 新作222題と川柳』(木本書店・2000)

### 共著
- 第一回 朝日アマ将棋名人戦　東公平（紅）・関則可（酔象）・柿沼昭治（玉虫） 木本書店 1980/1/8
- 第二回 朝日アマ将棋名人戦，東公平（紅）・関則可（酔象）・柿沼昭治（玉虫），木本書店　1980/3
- 第一回 朝日アマ・プロ角落戦 東公平（紅）、関則可（酔象）、柿沼昭治（玉虫）、若島正（若島） 木本書店 1980年6月
- 第三回 朝日アマ将棋名人戦，東公平（紅）・関則可（酔象）・柿沼昭治（玉虫），木本書店 1981/3
- 第二回 朝日アマ・プロ角落戦，東公平（紅）・関則可（酔象）・柿沼昭治（玉虫），木本書店　1981/9
- 第四回 朝日アマ将棋名人戦，東公平（紅）・関則可（酔象）・柿沼昭治（玉虫），木本書店　1982/6
- 第三回 朝日アマ・プロ角落戦，東公平（紅）・関則可（酔象）・柿沼昭治（玉虫），木本書店 1982/10